# Bulbophyllum fletcherianum
Bulbophyllum fletcherianum es una especie de orquídea epifita originaria de Asia. 

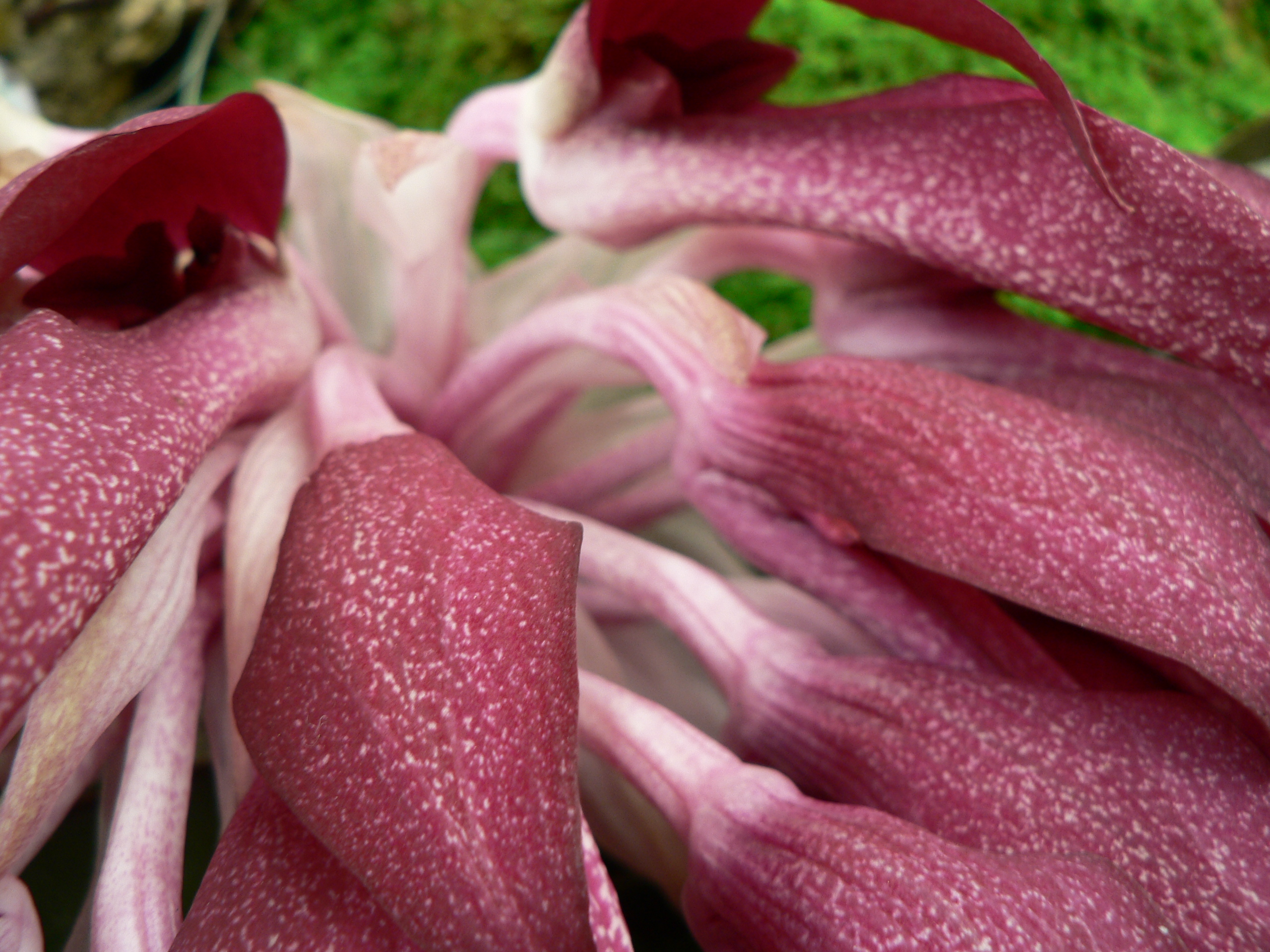
Detalle de la flor

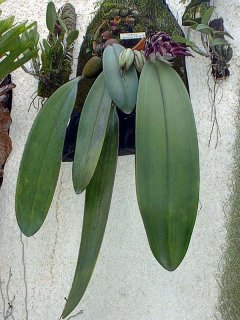
Detalle de las hojas

## Descripción
Es una de las especies más grandes de Bulbophyllum, con hojas que pueden alcanzar un metro de largo.  Esta orquídea es de tamaño grande, de crecimiento cálido con hábitos de epífita, litofita o pseudoterrestre.  Tiene grandes pseudobulbos oblongos, de color verde oscuro a rojizo,  en un clúster con una superficie granular y manchado de púrpura que lleva una sola hoja, colgante, elíptica  a oblonga, glauca con el filo-morado,  es de color verdoso en el haz y púrpura debajo. Florece en el verano y el otoño con una inflorescencia basal, robusta, erguida, que lleva de 20 a 30 flores agrupadas, las flores son  malolientes que imitan la forma de un pico de tucán.

## Distribución y hábitat
Se encuentra a elevaciones de 250 a 800 metros en Nueva Guinea en las caras de los acantilados, en las grietas llenas de humus en paredes rocosas, cubierta de humus cimas rocosas y en ramas cubiertas de musgo en los matorrales ribereños en sabanas. 

## Taxonomía
Bulbophyllum fletcherianum fue descrita por Robert Allen Rolfe   y publicado en Orchid Review 22: 164. 1914.
Etimología
Bulbophyllum: nombre genérico que se refiere a la forma de las hojas que es bulbosa.
fletcherianum: epíteto otorgado en honor de Fletcher quien fue director del Jardín Botánico de Edimburgo a finales de 1800.
Sinonimia
- Bulbophyllum spiesii Garay, Hamer & Siegerist	[3][4]
- Cirrhopetalum fletcheranum (Pearson) Rolfe 1915;
- Cirrhopetalum fletcherianum Rolfe 1915[1]